# Lunada
Lunada este cel de-al zecelea album de studio al cântăreței mexicane pop Thalía. 
Acesta fost realizat prin EMI Music la data de 24 iunie 2008 în America de Nord. Pe plan internațional, albumul a fost lansat în luna iulie în Germania, Grecia, Japonia și Spania, printre altele. Lunada este primul album al Thalíei de la El Sexto Sentido, realizat în anul 2005, și primul de la nașterea ficei ei, Sabrina. Noul album, produs în colaborare cu Emilio Estefan, include 11 melodii de vară, unele dintre ele cover-uri. Acest album conțione ritmuri tropicale, reggae, balade și include de asemena și single-uri compuse de Thalía: „Bendita” - dedicată ficei ei, Sabrina Sakaë. De asemenea, conține o versiune în limba spaniolă a hit-ului italian „Sará perché ti amo” (în spaniolă Será porque te amo).
Albumul a urcat în Top 10 în Statele Unite, în Billboard Top Latin Albums, dar nu a rezistat prea mult, ieșind din top foarte devreme.
În momentul de față, Lunada a fost vândut pe piața internațională în mai mult de 300.000 copii, fiind albumul cu cele mai mici vânzări din cariera artistei.

## Tracklist
| #  | Titlu                              | Compozitor                                                    | Producător     | Durata |
| -- | ---------------------------------- | ------------------------------------------------------------- | -------------- | ------ |
| 1  | Ten Paciencia                      | Decemer Bueno, Magilee Álvarez, Cynthia Salazar               | Emilio Estefan | 3:30   |
| 2  | Sangre caliente                    | Marcelo Delgado, Dario Ungaro                                 | Emilio Estefan | 4:15   |
| 3  | Será porque te amo                 | Dario Farina, Daniele Pace, Luis Gómez Escolar, Enzo Ghinazzi | Emilio Estefan | 2:41   |
| 4  | Con este amor                      | Ximena Muñoz, Max Di Carlo                                    | Emilio Estefan | 2:57   |
| 5  | Bendita                            | Thalía                                                        | Emilio Estefan | 3:25   |
| 6  | Desolvidándote                     | Thalía, Jodi Mar, Dave Thompson                               | Emilio Estefan | 4:11   |
| 7  | Isla para dos (Feat. Joselito)     | Nano Cabrera                                                  | Emilio Estefan | 4:25   |
| 8  | Insensible                         | Juan Gabriel                                                  | Emilio Estefan | 2:57   |
| 9  | Aventurero (Feat. Nubawn)          | Claudia Brant, Jean-Yves Ducarnet                             | Emilio Estefan | 3:15   |
| 10 | Yo no sé vivir                     | Decemer Bueno, Magilee Álvarez, Cynthia Salazar               | Emilio Estefan | 3:10   |
| 11 | Sólo se vive una vez               | Thalía, Drop Dead Beats                                       | Emilio Estefan | 3:10   |
| 12 | La súper chica [Japan Bonus Track] | Rodríguez, Cosculluela, Ponce                                 | Emilio Estefan | 4:00   |